# Camtasia
Camtasia (Camtasia Studio và Camtasia for Mac) là ứng dụng quay phim, ghi lại các video trên màn hình đồng thời giúp người dùng tạo và chỉnh sửa các Video chất lượng cao để lưu trữ trên CD-ROM và các thiết bị cầm tay, hoặc chia sẻ dễ dàng trên các mạng xã hội do TechSmith phát hành. Ứng dụng hỗ trợ cho một loạt các chuẩn video khác nhau phù hợp cho từng mục đích sử dụng.
Camtasia bao gồm 2 phần chính:
- Camtasia Recorder: Dùng để quay phim màn hình, camera và ghi âm.
- Camtasia Editor: Dùng để chỉnh sưa đoạn video đã quay. bao gồm các hiệu ứng với các công cụ chỉnh sửa chuyên nghiệp